# International Airlines Group
International Consolidated Airlines Group (IAG) là một công ty nắm giữ cổ phần đa quốc gia hàng không Anh-Tây Ban Nha có trụ sở tại London, Vương quốc Anh và có văn phòng đăng ký tại Madrid, Tây Ban Nha. Tập đoàn được thành lập vào tháng 1 năm 2011 bởi sự sáp nhập của British Airways và Iberia, các hãng hàng không quốc gia của Vương quốc Anh và Tây Ban Nha. Đây là hãng hàng không lớn thứ sáu trên thế giới (và lớn thứ ba có trụ sở tại châu Âu) tính theo doanh thu năm 2010. IAG được niêm yết trên sở giao dịch chứng khoán London và đã được đưa vào FTSE 100 thành kể từ 24 tháng 1 năm 2011. Hãng xếp thứ hai sở giao dịch chứng khoán Madrid, Barcelona, Bilbao và Valencia, và đã được một thành phần của chỉ số IBEX 35 kể từ 01 tháng 4 năm 2011. British Airways, Iberia và Vueling hoạt động dưới thương hiệu riêng của họ. 